# Rue de Fleurus (Paris)
Pour les articles homonymes, voir Rue de Fleurus.
La rue de Fleurus est une voie située dans les quartiers Notre-Dame-des-Champs et de l'Odéon dans le 6e arrondissement de Paris. La rue débouche sur le jardin du Luxembourg.

## Situation et accès
La rue de Fleurus est une voie publique allant du 22, rue Guynemer au 7-11, rue Notre-Dame-des-Champs.
Elle est desservie à proximité par la ligne 4 du métro à la station Saint-Placide et par la ligne 12 aux stations Rennes et Notre-Dame-des-Champs.
À son intersection avec le boulevard Raspail, elle limite l'allée Jacques-Derrida (au nord) de l'allée Claude-Cahun-Marcel-Moore (au sud).

## Odonymie
Elle est nommée en souvenir de la victoire remportée contre les troupes autrichiennes le 26 juin 1794 à la bataille de Fleurus par le général Jourdan.

## Histoire
Dès 1775, le « cul-de-sac Notre-Dame-des-Champs » apparaît sur les plans de Paris. 
Cette impasse de 114 mètres correspond à la section de la rue actuelle comprise entre la rue Notre-Dame des Champs et le boulevard Raspail. Ce dernier correspondait à la limite occidentale du parc du Luxembourg, alors plus étendu qu'aujourd'hui et matérialisée par un mur d'enceinte qui fermait la voie. 
La rue dans ses limites actuelles est prévue dès 1779 par Chalgrin sur un projet de lotissement au même titre que les actuelles rues Madame et Jean-Bart. Le lotissement du quartier était donc déjà prévu sous l'Ancien Régime mais le comte de Provence, alors résidant au Petit Luxembourg et propriétaire du parc depuis 1778, s'y oppose. 
En 1790, à la faveur de la Révolution et de l'exil du futur Louis XVIII, l'impasse est prolongée sur le tracé de ce qui était jusqu'alors l'allée centrale du jardin. 
En 1795, à la suite d'une pétition populaire, le conseil municipal de l'arrondissement décide de baptiser l'axe nouvellement créé du nom de la ville de Fleurus (province de Hainaut) consécutivement à la victoire des armées révolutionnaires françaises contre les Autrichiens menées par Jean-Baptiste Jourdan le 26 juin 1794.
C'est à partir de 1797 que des immeubles y sont bâtis de manière sporadique jusqu'à l'actuelle rue Guynemer.
Le jeudi 31 mai 1877, Guy de Maupassant donne dans l'atelier du peintre Georges Becker, rue de Fleurus, la seconde représentation de sa comédie libertine, À la feuille de rose, maison turque.
Le 11 mars 1918, durant la Première Guerre mondiale, les immeubles de l'angle Fleurus/Guynemer sont touchés par un raid effectué par des avions allemands, sans causer de morts.
Cette rue est citée deux fois dans L'Éducation sentimentale (1869) de Flaubert.

## Bâtiments remarquables et lieux de mémoire

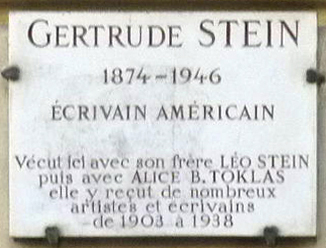
Plaque du no 27 où vécurent Gertrude Stein et sa compagne, Alice B. Toklas.

- No 4 : à l'angle de la rue Madame, le philosophe et écrivain catholique Jean Guitton habitait un appartement au premier étage.
- No 8 : la première salle Bobino fut ouverte vers 1817 à cette adresse, faisant angle avec la rue Madame.
- No 9 : ancienne adresse de l'imprimerie Charles Lahure, à partir de 1859.
- No 26 : ancien atelier du peintre Georges Becker. C’est dans cet atelier que Guy de Maupassant présente sa pièce érotique À la feuille de rose, le 31 mai 1877. Tous les rôles sont joués par des hommes travestis, dont Maupassant lui-même et Octave Mirbeau. Gustave Flaubert, Émile Zola et Edmond de Goncourt sont au premier rang[5].
- No 27 : diverses personnalités ont vécu à différentes époques, comme le peintre et sculpteur Jean-Léon Gérôme qui y a habité de 1846 à 1854[6], ainsi que l'artiste-peintre polonaise Anna Bilińska-Bohdanowicz à la fin du XIXe siècle. Dans un poème, Stéphane Mallarmé évoque Odilon Redon, qui résidait à cette adresse :

A la caresse de Redon

Stryge n’offre ton humérus 

Ainsi qu’un succinct édredon 

Vingt-sept rue, ô Nuit! de Fleurus.

Vers de circonstance, Les Loisirs de la Poste (XLV)
Gertrude Stein y vécut de 1903 à 1938 avec son frère Leo Stein puis avec sa compagne Alice B. Toklas dans un vaste studio où elles tenaient un salon renommé au début du XXe siècle, fréquenté par Ernest Hemingway, Man Ray et beaucoup d'autres célébrités de ce temps.

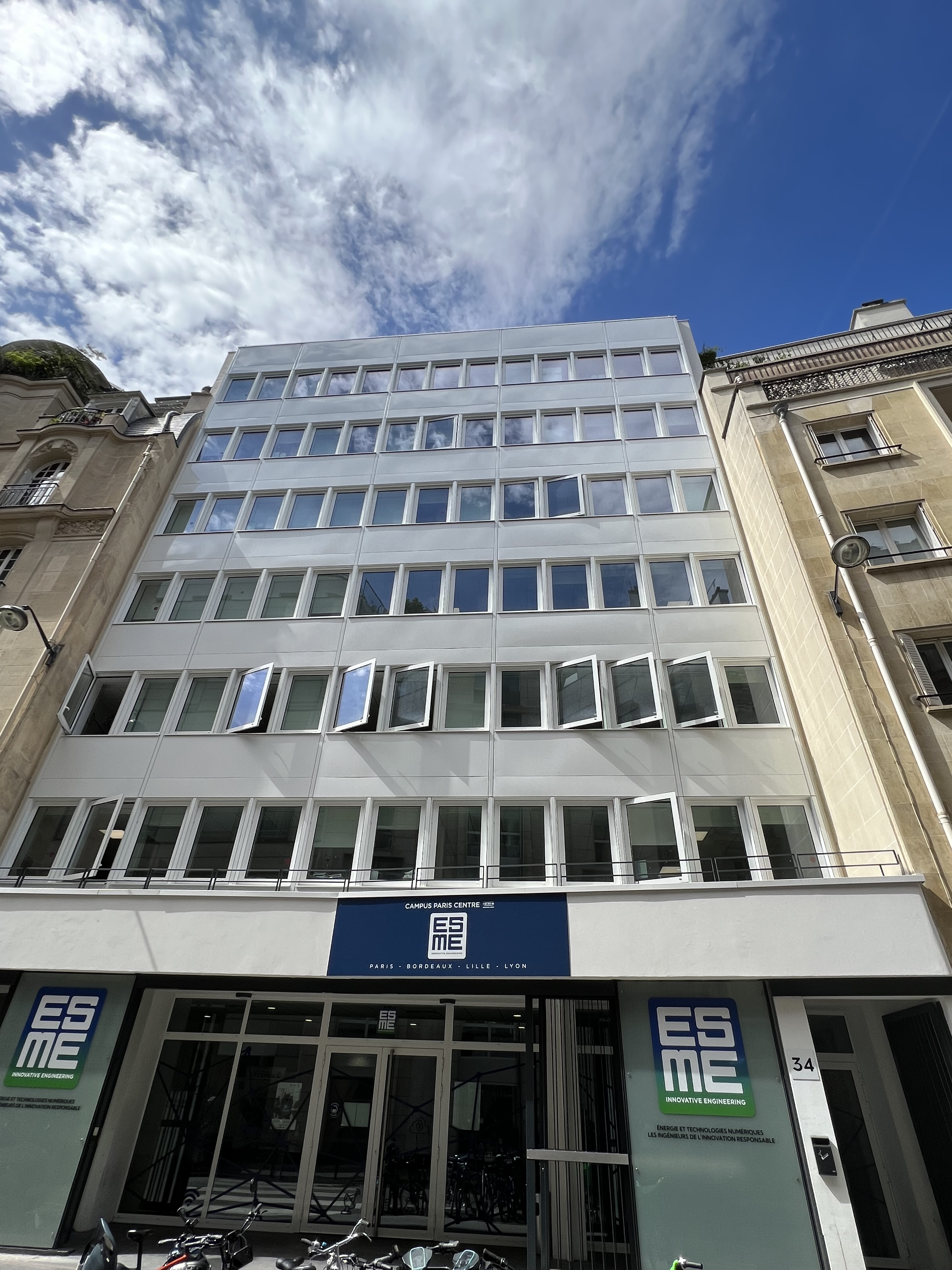
Campus de l’École spéciale de mécanique et d'électricité au no 34.

- No 31 : ancien atelier du photographe Albert Fernique et ancien siège de la Librairie générale française, éditrice du Livre de poche.
- No 33 : ancien siège des Éditions A. Le Vasseur en 1907.
- No 34 : ancien bâtiment de l'Alliance française Paris Île-de-France jusqu'en 2019 et désormais campus de l'ESME Sudria.
- No 36 : a vécu Auguste Arnauné, haut fonctionnaire français et enseignant à l'École libre des sciences politiques[10].
- No 44 : le lexicographe Émile Littré habita dans cet immeuble[11].